# 2005年8月逝世人物列表
2005年逝世人物列表：1月 - 2月 - 3月 - 4月 - 5月 - 6月 - 7月 - 8月 - 9月 - 10月 - 11月 - 12月
2005年8月逝世人物列表，是用于汇总2005年8月期间逝世人物的列表。

## 依日期排序

### 1日
- 雷芒德·昆宁汉，100岁，美国职棒大联盟球员。新华网 Archive.today的存檔，存档日期2013-04-28
- 約翰·阿列維佐斯（John Alevizos），85歲，美國商人。
- 阿爾·阿羅諾維茨（Al Aronowitz），77歲，美國音樂記者，癌症。
- Wim Boost，87歲，荷蘭漫畫家。
- 唐納德·布魯克斯（Donald Brooks），77歲，美國好萊塢和百老匯服裝設計師。
- 康斯坦斯，85歲，荷蘭眼鏡蛇畫家。
- 沙烏地阿拉伯國王法赫德·本·阿卜杜勒·阿齊茲·沙特，84歲，沙烏地阿拉伯國王，1995年中風併發症。
- 威廉·休·克利福德·弗倫德（William Hugh Clifford Frend），89歲，英國教會歷史學家。
- 貝蒂·雷德利夫人（Dame Betty Ridley），95歲，英國教會行政人員，第三教會遺產專員。
- David Shaw，62歲，美國記者，《洛杉磯時報》作家，普利策獎得主，腦瘤。
- 羅伯特·斯通（Robert Stone），49歲，澳大利亞橄欖球聯盟球員。

### 2日
- 林施均，87岁，中国诗人。海南日报
- 伊拉斯謨·達爾文·巴羅（Erasmus Darwin Barlow），90歲，英國精神病學家。
- 桑德羅·博爾基（Sandro Bolchi），81歲，義大利導演和記者。
- 阿爾弗雷多·科爾維諾（Alfredo Corvino），89歲，烏拉圭芭蕾舞演員和芭蕾舞老師。
- 傑伊·哈蒙德（Jay Hammond），83歲，美國政治家，1975年至1982年擔任阿拉斯加州州長。
- 圖卡·麥凱萊，77歲，芬蘭奧運射擊運動員。
- 哈桑·穆加達斯（Hassan Moghaddas），42歲，伊朗法官，負責阿克巴爾·甘吉（Akbar Ganji）案和備受矚目的案件;被身份不明的摩托車襲擊者暗殺。
- Loulie Jean Norman，92歲，美國女高音歌唱家。
- 史蒂文·文森特（Steven Vincent），49歲，美國自由撰稿人，在伊拉克巴士拉被槍殺。

### 3日
- 扎伊納布·加扎利（Zainab al Ghazali），88歲，埃及活動家。
- 路易士·巴貝羅（Luis Barbero），88歲，西班牙演員。
- Paddie Bell，74歲，愛爾蘭民謠歌手。
- Françoise d'Eaubonne，85歲，法國作家。
- 迪克·海沃德（Dick Heyward），90歲，澳大利亞人，長期擔任聯合國兒童基金會副主任。[9]
- 歐內斯特·阿爾維亞（“斯莫基”）史密斯，91歲，加拿大維多利亞十字勳章獲得者。
- 蘇珊·托雷斯（Susan Torres），26歲，美國腦死亡婦女，活著分娩。[10]

### 4日
- 查理斯·奧爾登·布萊克，86歲，美國商人，雪麗·坦普爾的丈夫，骨髓增生異常綜合征。[11]
- “小”米爾頓·坎貝爾，71歲，美國藍調音樂家。[12]
- 彼得·坎迪（Peter Cundy），88歲，英國二戰飛行員。
- Ileen Getz，43歲，美國女演員（《太陽的第三塊石頭》、《變道》、《車站特工》），癌症。
- 蘇·岡特（Sue Gunter），66歲，美國女子籃球教練。[13]
- 阿納托利·拉金（Anatoly Larkin），72歲，俄羅斯理論物理學家。
- 大衛·麥肯齊（David MacKenzie），83歲，蘇格蘭橄欖球聯盟球員。
- 菲爾明·馬丁·施密特（Firmin Martin Schmidt），86歲，美國羅馬天主教主教，門迪主教。

### 5日
- 波琳娜·阿斯塔霍娃，68歲，蘇聯五屆奧運會體操冠軍。
- 弗里茨·卡斯滕森（Fritze Carstensen），80歲，丹麥奧運游泳運動員。
- 伊恩·菲夫（Ian Fyfe），58歲，巴基斯坦體育記者。
- 伯蒂·希爾（Bertie Hill），78歲，英國馬術運動員。
- 雷蒙德·克里班斯基（Raymond Klibansky），99歲，德裔加拿大學者和哲學家。
- 瑪麗亞·科普（Maria Korp），50歲，澳大利亞“靴子裡的屍體”犯罪受害者。
- 勞爾·羅科（Raul Roco），63歲，菲律賓政治家，前參議員和總統候選人，癌症。
- 簡·勞倫斯·史密斯（Jane Lawrence Smith），90歲，美國女演員，也與1950年代的藝術界有關。[14]
- 卡爾·霍格（Cal Hogue），77歲，美國棒球運動員。

### 6日
- 吴泽，92岁，中国历史学家。國學網（页面存档备份，存于）
- 易卜拉欣·费雷尔，78岁，古巴好景俱乐部重要成员。京华时报
- （Robin Cook），59岁，前英国外交大臣。
- 尼古拉·阿布拉莫夫，55歲，俄羅斯足球運動員。
- 萊昂納多·羅德裡格斯·阿爾卡因（Leonardo Rodríguez Alcaine），86歲，墨西哥工會領袖。
- Vizma Belsevica，74歲，拉脫維亞詩人。
- 凱特·貝茨（Keter Betts），77歲，美國爵士貝斯手。[15]
- 羅賓·庫克（Robin Cook），59歲，英國國會議員，前外交大臣。[16]
- Louis Gauthier，89歲，法國自行車手。
- 卡洛·利特爾（Carlo Little），66歲，英國鼓手，肺癌。
- 約翰·湯姆林森（John Tomlinson），73歲，英國教育家。
- 詹姆斯·威爾遜（James Wilson），82歲，愛爾蘭作曲家。

### 7日
- 黎莉莉，90岁，中国电影演员。人民网（页面存档备份，存于）
- Leni Alexander，81歲，德國出生的智利作曲家。
- 亞歷杭德羅·阿門達裡斯（Alejandro Armendáriz），82歲，阿根廷醫生和政治家。
- 保羅·阿爾諾·德·福亞爾（Paul Arnaud de Foïard），83歲，法國陸軍上將。
- Fannie Barrios，41歲，委內瑞拉健美運動員。
- 彼得·詹寧斯（Peter Jennings），67歲，加拿大出生的美國記者，ABC新聞的新聞主播，肺癌併發症。
- 米哈伊爾·葉夫多基莫夫，47歲，俄羅斯喜劇演員和政治家，車禍。

### 8日
- 羅伯特·貝克（Robert A. Baker），84歲，美國心理學家。
- 芭芭拉·貝爾·格德斯（Barbara Bel Geddes），82歲，美國女演員（《熱鐵皮屋頂上的貓》，《達拉斯》，《眩暈》），肺癌。
- 艾哈邁德·迪達特（Ahmed Deedat），80歲，南非穆斯林傳教士。
- 約翰·詹森（John H. Johnson），87歲，美國出版商。
- 吉恩·莫奇（Gene Mauch），79歲，美國職業棒球大聯盟經理。
- 馬修·麥格羅里，32歲，美國演員（《大魚》《魔鬼的拒絕》《千屍之屋》），心力衰竭。
- 尼古拉·杜米特魯（Nicolae Dumitru），76歲，羅馬尼亞足球運動員和經理。
- 伊爾莎·維爾納（Ilse Werner），84歲，德國女演員。

### 9日
- 科萊特·貝松（Colette Besson），59歲，法國運動員，奧運會400米冠軍。
- Dorris Bowdon，90歲，美國女演員。
- Al Carmines，69歲，美國音樂家。
- Marco Cavagna，46-47歲，義大利天文學家。
- 弗朗索瓦·達勒（François Dalle），87歲，法國企業家，歐萊雅化妝品首席執行官。
- 斯坦利·德桑蒂斯（Stanley DeSantis），52歲，美國演員（《城市故事》），設計師，心臟病發作。
- 亞伯拉罕·赫希菲爾德（Abraham Hirschfeld），85歲，波蘭出生的紐約市開發商，癌症患者。
- 麗塔·凱勒（Rita Keller），72歲，美國棒球運動員（AAGPBL）。
- 菲力浦·克拉斯（Philip J. Klass），85歲，美國航空記者，不明飛行物揭穿者，癌症。
- 裘蒂思·羅斯納（Judith Rossner），70歲，美國作家（《尋找古德巴先生》），糖尿病和癌症。
- 尼古拉·謝列布里亞科夫，76歲，俄羅斯電影導演。
- Kay Tremblay，91歲，加拿大女演員（Road to Avonlea）。

### 10日
- 高齊雲，73岁，中国哲学家。好報（页面存档备份，存于）
- Mar Amongo，68歲，菲律賓漫畫家。
- 雅羅斯拉夫·庫特茨基（Jaroslav Koutecký），83歲，捷克物理化學家
- 羅伊·馬林·沃裡斯（Roy Marlin “Butch” Voris），85歲，美國退役美國海軍上尉，二戰飛行王牌，美國海軍藍天使的創始人和兩屆指揮官。

### 11日
- 瓦哈甫·蘇來曼（哈薩克族），64歲，全國政協常委。天山網（页面存档备份，存于）
- Justus A. Akinsanya，68歲，奈及利亞出生的英國護士。
- 歐內斯塔·巴拉德（Ernesta Ballard），85歲，美國女權主義者，賓夕法尼亞州園藝學會前負責人。
- 詹姆斯·布斯（James Booth），77歲，英國演員（祖魯人）。
- 曼弗雷德·科爾夫曼（Manfred Korfmann），63歲，德國考古學家。
- 泰德·拉德克利夫（Ted Radcliffe），103歲，美國黑人聯盟棒球運動員。

### 12日
- Francy Boland，75歲，比利時爵士鋼琴家，編曲家：1960年代和1970年代歐洲頂級搖擺樂隊。
- 羅伯特·邦納（Robert Bonner），84歲，加拿大政治家和商人。
- 格雷格·卡爾弗特（Greg Calvert），68歲，美國政治活動家。
- 石井照夫，81歲，日本電影製片人。
- 拉克什曼·卡迪爾加瑪律（Lakshman Kadirgamar），73歲，斯裡蘭卡外交部長，遇刺。
- 喬·科普（Joe Korp），47歲，澳大利亞“靴子裡的屍體”嫌疑人，自殺。
- 查理·諾曼（Charlie Norman），84歲，瑞典爵士鋼琴家和電影音樂作家。
- 朱利安·斯坦利（Julian Stanley），87歲，美國心理學家，“天才學生冠軍”。

### 13日
- 弗拉基米羅·卡拉雷斯，74歲，義大利奧運擊劍運動員。
- 喬治·卡彭特（George Carpenter），96歲，愛爾蘭奧運擊劍運動員。
- 阿諾德·庫克（Arnold Cooke），98歲，英國作曲家。
- W.J. Bryan Dorn，89歲，美國政治家，1947-1949年和1951-1974年南卡羅來納州前民主黨眾議員。
- 大衛·蘭格（David Lange），63歲，紐西蘭政治家，紐西蘭前工黨總理，反核政策的主要支援者。
- 羅比·米勒（Robbie Millar），38歲，北愛爾蘭廚師和餐館老闆。
- 唐納德·霍華德·謝弗利（Donald Howard Shively），84歲，美國教授，最早推動現代東亞研究的人之一，害羞-德拉格綜合症。
- 米格爾·阿拉斯（Miguel Arraes），88歲，巴西政治家，伯南布哥州前州長

### 14日
- 斯蒂芬·C·阿波斯托洛夫（Stephen C. Apostolof），78歲，保加利亞出生的美國電影製片人。
- 威廉·亨利·貝爾瓦爾特斯，88歲，美國醫生。
- 咕咕咕，73歲，美國NASCAR車手。
- 比利·莫爾（Billy More），40歲，義大利變裝皇后音樂藝術家。
- 貝弗利·沃爾夫（Beverly Wolff），76歲，美國女中音。
- Esther Wong，88歲，華裔美國音樂推廣人。

### 15日
- 戈登·詹姆斯·奧克斯（Gordon James Oakes），74歲，英國政治家，前工黨政府部長和英國樞密院成員，癌症。
- 詹姆斯·多爾蒂（警官），84歲，美國警官，特種武器和戰術的第一任培訓師，女演員瑪麗蓮·夢露的第一任丈夫。
- 彼得·斯密特，43歲，荷蘭武術家，前歐洲和世界冠軍跆拳道運動員，在鹿特丹被槍殺。
- 赫塔·韋爾（Herta Ware），88歲，美國女演員（《繭》《殘忍的意圖》《物種》）。

### 16日
- 瓦薩·克萊門茨（Vassar Clements），77歲，美國小提琴演奏家和藍草音樂家。[1]
- 托尼諾·德利·科利（Tonino Delli Colli），81歲，義大利電影攝影師（《好、壞和醜》、《西部往事》、《美國往事》）。[2]
- 亞歷山大·戈梅爾斯基（Aleksandr Gomelsky），77歲，蘇聯名人堂籃球教練，癌症。[3]
- 德里克·佩奇（Derek Page），沃登男爵（Baron Whaddon），77歲，英國政治家。
- 喬·蘭夫特（Joe Ranft），45歲，美國動畫師、編劇和配音演員（《玩具總動員》、《蟲蟲總動員》、《海底總動員》），車禍。
- 伊娃·倫齊（Eva Renzi），60歲，德國女演員，癌症。
- Frère Roger，90歲，瑞士基督教領袖和僧侶，泰澤社區的創始人，被襲擊者謀殺。[4]

### 17日
- 理查·阿爾瑟姆（Richard Altham），81歲，英國板球運動員。
- John N. Bahcall，70歲，美國天體物理學家。
- 達利博爾·布拉茲達，83歲，捷克出生的瑞士作曲家、編曲家和指揮家。
- Lars Kristian Brynildsen，50歲，挪威單簧管演奏家。
- 多蒂·亨特（Dottie Hunter），89歲，美國棒球運動員（全美女子職業棒球聯盟）。
- 勞埃德·米茲（Lloyd Meeds），77歲，美國政治家，1965年至1979年擔任華盛頓前民主黨眾議員。
- 伯特倫·波德爾（Bertram L. Podell），79歲，美國政治家，1967年至1975年在紐約擔任前民主黨眾議員。
- 羅恩·斯米利（Ron Smillie），71歲，英國足球運動員。
- 霍華德·瓦特（Howard Watt），94歲，南非橄欖球聯盟球員。

### 18日
- 高秀敏，46岁，中国小品表演艺术家。新浪专题（页面存档备份，存于）
- 贺进恒，86岁，原第二炮兵司令员。新华网
- 克裡斯托弗·鮑曼（Christopher Bauman， Jr.），23歲，美國職業摔跤手
- 安德羅尼科·盧克西奇（Andrónico Luksic），78歲，克羅埃西亞血統的智利百萬富翁商人，該國首富。
- 梅雷迪思·梅爾·尼科爾森（Meredith Merle Nicholson），92歲，美國電影攝影師。

### 19日
- 曼蘇爾·阿馬利（Mansour Armaly），78歲，巴勒斯坦眼科醫生和早期青光眼研究員，癌症。
- Aušra Augustinavičiūtė，78歲，立陶宛心理學家。
- Faimalaga Luka，65歲，圖瓦盧政治家，圖瓦盧前總理兼總督。
- 鄧尼斯·林茲（Dennis Lynds），81歲，美國懸疑小說家，筆名邁克爾·柯林斯（Michael Collins）。
- O. Madhavan，83歲，印度演員和導演。
- 亞伯拉罕·布埃諾·德·梅斯基塔（Abraham Bueno de Mesquita），87歲，荷蘭喜劇演員，癌症。
- Mo Mowlam，55歲，英國政治家，跌倒后出現併發症。
- 蘭迪·特納（Randy Turner），55歲，美國音樂家，與硬核朋克樂隊Big Boys合作。
- 梅爾·威爾斯，83歲，美國演員、作家、導演。

### 20日
- 巴尔托舍，波兰空军总司令。国际在线 Archive.today的存檔，存档日期2013-04-28
- 蔣徐乃錦，68歲，蔣經國長子蔣孝文遺孀。東森新聞報（页面存档备份，存于）
- 伊斯兰·萨迪奎，第一名因刺杀穆沙拉夫而被执行绞刑的士兵。腾讯新闻（页面存档备份，存于）
- 亞伯拉罕·戈德斯坦（Abraham Goldstein），80歲，美國法學教授，耶魯大學法學院前院長，心臟病發作。
- 湯瑪斯·赫里恩（Thomas Herrion），23歲，美國NFL球員，三藩市49人隊，缺血性心臟病。
- 史蒂文·羅納德·詹森（Steven Ronald Jensen），46歲，美國音樂家，The Vandals的創始成員。
- Miljenko Kovačić，32歲，克羅埃西亞足球運動員，摩托車事故。
- 朱利葉斯·柯蒂斯·路易斯（Julius Curtis Lewis Jr.），79歲，美國商人和慈善家。
- Krzysztof Raczkowski，35歲，波蘭鼓手（Vader）。
- 克利福德·威廉姆斯（Clifford Williams），78歲，英國戲劇導演。

### 21日
- 李纬，86岁，中国电影演员。新浪（页面存档备份，存于）
- 罗伯特·穆格（Robert Moog），71岁，电子音乐之父，美国音乐家。新浪网（页面存档备份，存于）
- 麗芙·阿森（Liv Aasen），76歲，挪威政治家。
- 瑪麗·鮑爾曼（Mary Bowerman），97歲，美國植物學家。
- 利亞姆·伯克（Liam Burke），77歲，愛爾蘭政治家。
- 馬丁·狄龍（Martin Dillon），48歲，美國音樂家，歌劇男高音和音樂教授，心臟病發作。
- 大衛·艾恩賽德（David Ironside），80歲，南非板球運動員。
- 詹姆斯·傑羅姆（James Jerome），72歲，加拿大法學家和政治家，加拿大下議院前議長。
- 科林·麥克尤恩（Colin McEwan），64歲，澳大利亞喜劇演員和演員，癌症。
- Dahlia Ravikovitch，69歲，以色列詩人和作家。

### 22日
- 呂克·法拉利（Luc Ferrari），76歲，法國音樂作曲家。
- 理查·凱利（Richard Kelly），81歲，美國政治家，1975年至1981年擔任佛羅里達州前共和黨眾議員。
- 伊莉莎白·奈特（Elizabeth Knight），60歲，英國女演員（《奧利弗》《麥凱布和米勒夫人》《對你的眼睛很糟糕》《親愛的》），心臟病。
- 傑弗里·萊恩（Geoffrey Lane），男爵萊恩（Baron Lane），87歲，英國法官和前首席大法官。
- 朱麗葉·潘內特（Juliet Pannett），94歲，英國肖像畫家。
- Mati Unt，61歲，愛沙尼亞作家和戲劇導演。
- 莫裡斯·齊夫（Morris Ziff），91歲，美國風濕病專家，心臟驟停。

### 23日
- 埃迪·伯克斯（Eddie Burks），82歲，英國土木工程師和通靈者。
- Glenn Corneille，35歲，荷蘭音樂家和鋼琴家，車禍。[5]
- 威廉·伊頓（William J. Eaton），74歲，美國普利策獎得主、記者和作家。
- 傑克·希伯特爵士，73歲，英國統計學家，英國中央統計局局長。
- 米爾特·傑克遜（Milt Jackson），61歲，美式橄欖球教練，心臟病發作。[6]
- 布罗克·彼得斯（Brock Peters），78歲，美國演員（《殺死一隻知更鳥》《波吉和貝絲》《星際迷航：深空九號》），胰腺癌。[7]
- 林登·伍德賽德（Lyndon Woodside），70歲，美國合唱指揮。[8]

### 24日
- 郭振清，78岁，中国电影演员。新華網 Archive.today的存檔，存档日期2013-04-28
- 刘白羽，89岁，中国作家。人民日报（页面存档备份，存于）
- 賈姆希德·安薩里（Jamshed Ansari），62歲，巴基斯坦演員。
- 莫裡斯·考林（Maurice Cowling），78歲，英國歷史學家。
- Ambrogio Fogar，64歲，義大利冒險家，心臟病發作。
- Kaleth Morales，21歲，哥倫比亞「新浪潮」瓦萊納托歌手和詞曲作者。
- 湯姆·帕什比（Tom Pashby），90歲，加拿大眼科醫生和運動安全宣導者。
- 尤里·薩蘭采夫（Yuri Sarantsev），76歲，蘇聯/俄羅斯演員。
- 傑克·斯利珀（Jack Slipper），81歲，英國蘇格蘭場偵探。
- 赫伯特·賴特（Herbert Wright），57歲，美國電視製片人。

### 25日
- 中叔皇，81岁，中国电影演员，导演。解放日报
- 徐俊雅，74岁，焦裕禄夫人。新华报业网
- 露絲·亞倫森·巴里（Ruth Aaronson Bari），87歲，美國數學家。
- 沃爾特·貝歇爾（Walter Becher），92歲，德國政治家。
- 菲力浦·布蘭得肖（Philippe Bradshaw），39歲，英國藝術家。
- 弗雷德里克·科菲爾德爵士，90歲，英國政治家。
- 彼得·格洛茨（Peter Glotz），66歲，德國政治家。
- 格奧爾基·伊利耶夫，39歲，保加利亞商人，普羅夫迪夫火車頭總裁，在陽光海灘被狙擊手謀殺。
- 佩里·拉弗蒂（Perry Lafferty），89歲，美國電視製片人，癌症。
- 特倫斯·摩根（Terence Morgan），83歲，英國演員。
- 埃莉諾·沃倫（Eleanor Warren），86歲，英國大提琴家和音樂製作人。
- Reyhan Angelova，19歲，保加利亞歌手，車禍。

### 26日
- 杨天鹏，103岁，中医。中国交通广播网
- 沃爾夫岡·鮑爾（Wolfgang Bauer），64歲，奧地利劇作家。
- Denis “Piggy” D'Amour，45歲，加拿大音樂家，加拿大金屬樂隊Voivod的吉他手，癌症。
- 羅伯特·丹寧（Robert Denning），78歲，美國室內設計師，巴黎和紐約社會的銀髮固定裝置。[73]
- 格裡·菲特（Gerry Fitt），菲特男爵（Baron Fitt），79歲，來自西貝爾法斯特的北愛爾蘭政治家，晉陞為上議院議員。
- Ed “Sailor” White，56歲，加拿大職業摔跤手，以“Moondog King”而聞名。

### 27日
- 阿爾多·阿尼亞西（Aldo Aniasi），84歲，義大利政治家。
- 約翰·比恩（John Bean），92歲，英國陸軍軍官和板球運動員。
- 羅慕洛·埃斯帕爾登（Romulo Espaldon），79歲，菲律賓軍官和外交官。
- Jan Moor-Jankowski，81歲，波蘭裔美國靈長類動物學家，中風。
- 肖恩·珀塞爾（Seán Purcell），76歲，愛爾蘭蓋爾足球運動員。
- 安德列斯·巴斯克斯·德·普拉達（Andrés Vázquez de Prada），80歲，西班牙歷史學家、律師、外交官和作家。

### 28日
- 阿裡·賽義德·阿卜杜拉，55歲，厄利垂亞政治家，厄利垂亞外交部長，心臟病發作。[74]
- 漢斯·克拉林（Hans Clarin），75歲，德國演員。
- 雅克·杜菲略（Jacques Dufilho），91歲，法國喜劇演員。
- Esther Szekeres，（née Klein），95歲，匈牙利數學家。
- George Szekeres，94歲，匈牙利數學家。
- 禮薩·扎瓦雷伊（Reza Zavare'i），67歲，伊朗律師和政治家。

### 29日
- Ishaya Audu，79歲，奈及利亞政治家。
- 尼古拉·謝爾蓋耶維奇·巴赫瓦洛夫，71歲，俄羅斯數學家。
- 巴爾福·布里克納（Balfour Brickner），78歲，美國拉比。[75]
- 休·科勒姆爵士，65歲，英國商人。
- 西比爾·馬歇爾（Sybil Marshall），91歲，英國作家和廣播員。
- 瑪格麗特·斯科特（Margaret Scott），71歲，澳大利亞作家和詩人。
- 裘德·萬尼斯基（Jude Wanniski），69歲，美國記者和供給側經濟學家。[76]

### 30日
- 刘大冬，70岁，中国音乐家、指挥家。西安晚报
- 傅彪，42岁，中国演员。凤凰网专题（页面存档备份，存于）
- 查理斯·艾倫（Charles L. Allen），92歲，美國衛理公會牧師。
- 亨德里克耶·范·安德爾-席佩爾，115歲，荷蘭超級百歲老人，世界上最年長的人，胃癌。
- 約翰·布朗（John Brown），90歲，蘇格蘭足球運動員。
- 塞西莉·布朗斯通（Cecily Brownstone），96歲，加拿大長期美聯社美食作家，肺炎。
- 邁克爾·弗雷里（Michael Frary），87歲，美國畫家。
- James H. Scheuer，85歲，美國政治家，1965-1973年和1975-1993年在紐約擔任前自由民主黨美國眾議員。

### 31日
- 李樹培，102歲，香港養和醫院創辦人兼院長。明報
- 派翠克·托賓·亞瑟林（Patrick Tobin Asselin），75歲，加拿大政治家。
- 埃拉迪亞·布拉斯克斯（Eladia Blázquez），74歲，阿根廷探戈演奏家和作曲家。
- Stéphane Bruey，72歲，法國足球運動員。
- 約翰·唐納森（John Donaldson），利明頓（Lymington）的唐納森男爵（Baron Donaldson of Lymington），84歲，英國法官和同行，前勞斯萊斯大師。
- Jaan Kiivit， Jr，65歲，愛沙尼亞前路德宗大主教。
- Soo Bee Lee，71歲，新加坡女高音。
- 約瑟夫·羅特布拉特爵士，96歲，波蘭出生的英國物理學家，諾貝爾獎獲得者，反核武器活動家，帕格沃什會議的創始人。[79]
- 西奧多·薩賓（Theodore R. Sarbin），94歲，美國心理學家。[80]
- 邁克爾·謝爾德（Michael Sheard），67歲，蘇格蘭演員（《帝國反擊戰》），癌症。
- 尼娜·烏里揚年科（Nina Ulyanenko），81歲，俄羅斯飛行員。
- 朱利葉斯·韋斯特海默（Julius Westheimer），88歲，美國金融分析師。